# Israelische Fußballnationalmannschaft
Die israelische Fußballnationalmannschaft (hebräisch נבחרת ישראל בכדורגל Nivheret Yisra'el BeKaduregel) ist die Mannschaft des Israelischen Fußballbundes (IFA).

## Geschichte

### In der Asian Football Confederation bis 1974
Die Anfänge des Fußballspiels in Israel bzw. Palästina im Gymnasia Herzliya in Jaffa reichen bis 1912 zurück. Nach dem Ersten Weltkrieg spielten jüdische, arabische und britische Teams in Palästina Fußball. Mitte August 1928 wurde der Palästinensische Fußballbund gegründet, der am 6. Juni 1929 in die FIFA aufgenommen wurde. 1934 und 1938 nahm die Nationalmannschaft unter dem Namen Palästina/Eretz Israel an der Qualifikation zur Weltmeisterschaft teil. Das erste Tor der Mannschaft (beim 1:7 gegen Ägypten) schoss Avraham Nudelmann.
Mit der Staatsgründung Israels 1948 wurde der Israelische Fußballverband IFA gegründet und in die FIFA aufgenommen. Das erste Spiel nach der Staatsgründung war am 26. September 1948 gegen die Mannschaft der USA, es ging 1:3 verloren.
Im Jahr 1956 trat Israel der Asian Football Confederation (AFC) bei. Am späteren Olympiasieger UdSSR scheiterte man in der Qualifikation zu den Olympischen Spielen in Melbourne.
Bei der Qualifikation zur Weltmeisterschaft 1958 traten nacheinander die Türkei, Indonesien und der Sudan nicht gegen Israel an. Da die FIFA kein Land ohne Qualifikationsspiel zulassen wollte, wurde Wales aus allen Gruppenzweiten der anderen Gruppen als Gegner zugelost. Israel verlor zweimal mit 0:2 gegen Wales.
In der Qualifikation zu den Olympischen Spielen 1960 belegte Israel in einer Gruppe mit Jugoslawien und Griechenland den 2. Platz hinter den punktgleichen Jugoslawen, die sich auf Grund des besseren Torverhältnisses qualifizierten und in Rom Olympiasieger wurden.
1962 scheiterte Israel in der Qualifikation mit 2:4 und 0:6 an Italien, nachdem zuvor Zypern und Äthiopien besiegt worden waren und Rumänien nicht antrat.
Im Jahr 1964 scheiterte Israel in der 1. Qualifikationsrunde zu den Olympischen Spielen an Südvietnam.
Israel konnte sich 1968 für die Olympischen Spiele in Mexiko qualifizieren und erreichte das Viertelfinale.
1970 konnte man sich gegen Australien durchsetzen und zum ersten und einzigen Mal eine WM-Endrunde erreichen (s. u.)
Israel scheiterte 1972 im Halbfinale der Asien-Qualifikation für die Olympischen Spiele in München im Elfmeterschießen an Thailand.

### Zwischen 1974 und 1991
Wegen des Boykotts der arabischen Staaten wurde Israel 1974 aus dem asiatischen Verband ausgeschlossen. Die Aufnahme in die UEFA wurde aber von den Staaten des Ostblocks abgelehnt. So wurde Israel bei FIFA-Qualifikationsturnieren in verschiedenen anderen Qualifikationsgruppen einsortiert.
Erneut konnte sich Israel im Jahr 1976 für die Olympischen Spiele qualifizieren. In Montreal wurde das Viertelfinale erreicht, in dem gegen das brasilianische Olympiateam verloren wurde.
In der darauf folgenden Olympia-Qualifikation 1980 scheiterte Israel an Spanien.
In der Qualifikation zu den Olympischen Spielen 1984 in Los Angeles scheiterte man an der westdeutschen Olympiamannschaft.
1988 nahm Israel in der ozeanischen Qualifikationsgruppe an der Qualifikation zu den Olympischen Spielen in Seoul teil und scheiterte an Australien.
In der WM-Qualifikation 1990 scheiterte Israel als Vertreter der ozeanischen Konföderation im interkontinentalen Playoff gegen den südamerikanischen Vertreter Kolumbien.

### In der UEFA seit 1991/1994
Nach dem Ende des Kommunismus in Osteuropa wurde Israel 1991 vorläufig in die UEFA aufgenommen (Vollmitglied seit 1994), bestreitet seit der Qualifikation für die WM 1994 die Weltmeisterschafts-Qualifikationen in den Europa-Gruppen und nimmt an der EM-Qualifikation teil, konnte sich aber bisher für kein Turnier qualifizieren.
Das EM-Qualifikationsspiel gegen Andorra wurde am 6. September 2006 wegen der FIFA-Sanktionen aufgrund des Libanonkriegs im Goffertstadion in Nijmegen vor leeren Rängen ausgetragen, da nach Meinung der UEFA angesichts der angespannten politischen Lage die Sicherheit der Mannschaften und Zuschauer nicht garantiert werden könne. Für die folgenden Begegnungen hob die UEFA die Heimspiel-Sperre gegen Israel am 15. September 2006 mit sofortiger Wirkung auf.

## Teilnahme Israels an Fußball-Weltmeisterschaften
| Jahr | Gastgeberland  | Teilnahme bis      | Letzte(r) Gegner           | Ergebnis | Trainer          | Bemerkungen und Besonderheiten |
| ---- | -------------- | ------------------ | -------------------------- | -------- | ---------------- | --- |
| 1930 | Uruguay        | nicht existent     |                            |          |                  | Der Staat Israel existiert noch nicht. Das britische Protektorat Palästina, zu dem Teile des heutigen Israels gehörten, nimmt nicht teil.  |
| 1934 | Italien        | nicht existent     |                            |          |                  | Palästina scheitert in der Qualifikation an Ägypten                                                                                        |
| 1938 | Frankreich     | nicht existent     |                            |          |                  | Palästina scheitert in der Qualifikation an Griechenland, das sich aber ebenfalls nicht qualifizieren konnte                               |
| 1950 | Brasilien      | nicht qualifiziert |                            |          |                  | In der 1. Qualifikations-Runde an Jugoslawien gescheitert                                                                                  |
| 1954 | Schweiz        | nicht qualifiziert |                            |          |                  | In der Qualifikation an Jugoslawien gescheitert                                                                                            |
| 1958 | Schweden       | nicht qualifiziert |                            |          |                  | In der Qualifikation an Wales gescheitert, die als Ersatzgegner bestimmt wurden, da andere Länder gegen Israel nicht antreten wollten.     |
| 1962 | Chile          | nicht qualifiziert |                            |          |                  | In der Qualifikation in der Play-off-Runde „Europa / Naher Osten“ an Italien gescheitert                                                   |
| 1966 | England        | nicht qualifiziert |                            |          |                  | In der Qualifikation an Bulgarien gescheitert                                                                                              |
| 1970 | Mexiko         | Vorrunde           | Uruguay, Schweden, Italien | 12.      | Emanuel Schaffer | Israel scheidet als Gruppenletzter aus, erreicht aber zwei Remis gegen die beiden europäischen Mannschaften.                               |
| 1974 | Deutschland    | nicht qualifiziert |                            |          |                  | In der Qualifikation an Südkorea gescheitert, das sich aber ebenfalls nicht qualifizieren konnte                                           |
| 1978 | Argentinien    | nicht qualifiziert |                            |          |                  | In der Qualifikation erneut an Südkorea gescheitert, das sich aber ebenfalls wieder nicht qualifizieren konnte                             |
| 1982 | Spanien        | nicht qualifiziert |                            |          |                  | In der Qualifikation an Schottland und Nordirland gescheitert                                                                              |
| 1986 | Mexiko         | nicht qualifiziert |                            |          |                  | In der Qualifikation an Australien gescheitert, das sich aber ebenfalls nicht qualifizieren konnte                                         |
| 1990 | Italien        | nicht qualifiziert |                            |          |                  | In der Qualifikation in den interkontinentalen Playoffs an Kolumbien gescheitert                                                           |
| 1994 | USA            | nicht qualifiziert |                            |          |                  | In der Qualifikation an Schweden und Bulgarien gescheitert, die dann bei der WM im Spiel um Platz drei aufeinandertrafen.                  |
| 1998 | Frankreich     | nicht qualifiziert |                            |          |                  | In der Qualifikation an Bulgarien und Russland gescheitert, das in den Play-offs ebenfalls scheiterte                                      |
| 2002 | Südkorea/Japan | nicht qualifiziert |                            |          |                  | In der Qualifikation an Spanien und Österreich gescheitert, das in den Play-offs ebenfalls scheiterte                                      |
| 2006 | Deutschland    | nicht qualifiziert |                            |          |                  | In der Qualifikation an Frankreich und der Schweiz gescheitert.                                                                            |
| 2010 | Südafrika      | nicht qualifiziert |                            |          |                  | In der Qualifikation an der Schweiz und Griechenland gescheitert.                                                                          |
| 2014 | Brasilien      | nicht qualifiziert |                            |          |                  | In der Qualifikation an Russland und Portugal gescheitert.                                                                                 |
| 2018 | Russland       | nicht qualifiziert |                            |          |                  | Nach einer Niederlage am drittletzten Spieltag der Qualifikation in Italien bestand keine Chance mehr auf eine erfolgreiche Qualifikation. |
| 2022 | Katar          | nicht qualifiziert |                            |          |                  | In der Qualifikation an Dänemark und Schottland gescheitert.                                                                               |

## Teilnahme Israels an Fußball-Europameisterschaften
- 1960 bis 1992 – kein UEFA-Mitglied (Mitglied der AFC)
- 1996 bis 2024 – nicht qualifiziert

## UEFA Nations League
- 2018/19: Liga C, 2. Platz mit 2 Siegen und 2 Niederlagen
- 2020/21: Liga B, 3. Platz mit 2 Siegen, 2 Remis und 2 Niederlagen
- 2022/23: Liga B, 1. Platz mit 2 Siegen und 2 Remis (die der Gruppe zugeloste russische Mannschaft wurde wegen des Überfalls auf die Ukraine gesperrt und muss in Liga C absteigen)
- 2024/25: Liga A,  4. Platz mit 1 Sieg, 1 Remis und 4 Niederlagen

## Teilnahme Israels an Fußball-Asienmeisterschaften
- 1956 bis 1960 – Vizemeister
- 1964 – Asienmeister
- 1968 – Dritter
- 1972 – zurückgezogen

## Aktueller Kader
Für das EM-Qualifikationsspiel gegen Island wurden folgende Spieler berufen.
- Stand: 25. März 2024 (nach dem Spiel gegen Island)

| Name              | Geburtstag | Spiele  | Tore    | Verein               | Debüt   | Letzter Einsatz    |         |
| Torwart           | Torwart    | Torwart | Torwart | Torwart              | Torwart | Torwart            | Torwart |
| ----------------- | ---------- | ------- | ------- | -------------------- | ------- | ------------------ | ------- |
| Omri Glazer       | 11.03.1996 | 12      | 0       | Roter Stern Belgrad  | 2017    | 21. März 2024      |         |
| Daniel Peretz     | 10.07.2000 | 07      | 0       | Hamburger SV         | 2022    | 6. Juni 2025       |         |
| Yoav Gerafi       | 29.08.1993 | 01      | 0       | Hapoel Haifa         | 2022    | 27. September 2022 |         |
| Abwehr            |            |         |         |                      |         |                    |         |
| Eli Dasa          | 03.12.1992 | 01      | 0       | Dynamo Moskau        | 2015    | 21. März 2024      |         |
| Ofir Davidzada    | 05.05.1991 | 19      | 0       | Maccabi Tel Aviv     | 2013    | 21. November 2023  |         |
| Sean Goldberg     | 13.06.1995 | 15      | 0       | Maccabi Haifa        | 2022    | 21. März 2024      |         |
| Miguel Vítor      | 30.06.1989 | 12      | 0       | Hapoel Beer Sheva    | 2022    | 21. März 2024      |         |
| Ofri Arad         | 11.09.1998 | 09      | 0       | Kairat Almaty        | 2020    | 21. November 2023  |         |
| Roy Revivo        | 22.05.2003 | 06      | 0       | Maccabi Tel Aviv     | 2023    | 21. März 2024      |         |
| Ido Shahar        | 20.08.2001 | 0       | 0       | Maccabi Tel Aviv     |         |                    |         |
| Mittelfeld        |            |         |         |                      |         |                    |         |
| Dor Peretz        | 17.05.1995 | 41      | 6       | Maccabi Tel Aviv     | 2015    | 21. März 2024      |         |
| Mohammad Abu Fani | 27.04.1998 | 22      | 0       | Ferencváros Budapest | 2020    | 21. März 2024      |         |
| Dan Glazer        | 20.09.1996 | 20      | 1       | OFI Kreta            | 2018    | 21. November 2023  |         |
| Neta Lavi         | 25.08.1996 | 20      | 0       | Gamba Osaka          | 2016    | 18. November 2023  |         |
| Gabi Kanichowski  | 24.08.1997 | 14      | 01      | Maccabi Tel Aviv     | 2022    | 21. März 2024      |         |
| Ramsey Safouri    | 21.10.1995 | 13      | 0       | Antalyaspor          | 2022    | 21. März 2024      |         |
| Oscar Gloukh      | 01.04.2004 | 12      | 03      | Red Bull Salzburg    | 2022    | 21. März 2024      |         |
| Gadi Kinda        | 23.03.1994 | 08      | 02      | Maccabi Haifa        | 2021    | 21. März 2024      |         |
| Tomer Yosefi      | 02.02.1999 | 0       | 0       | Hapoel Haifa         |         |                    |         |
| Sturm             |            |         |         |                      |         |                    |         |
| Eran Zahavi       | 25.07.1987 | 74      | 35      | Maccabi Tel Aviv     | 2010    | 21. März 2024      |         |
| Tai Baribo        | 15.01.1998 | 14      | 03      | Philadelphia Union   | 2022    | 21. November 2023  |         |
| Liel Abada        | 03.10.2001 | 11      | 01      | Charlotte FC         | 2021    | 21. März 2024      |         |
| Dor Turgeman      | 05.12.1995 | 06      | 0       | Maccabi Tel Aviv     | 2023    | 21. März 2024      |         |
| Anan Khalaily     | 03.09.2004 | 04      | 06      | Maccabi Haifa        | 2023    | 21. März 2024      |         |

## Rekordspieler
Stand: 25. März 2025
| Rang | Name               | Einsätze | Tore  | Position           | Zeitraum  | Rekordnationalspieler                                                              |
| ---- | ------------------ | -------- | ----- | ------------------ | --------- | ---------------------------------------------------------------------------------- |
| 01.  | Yossi Benayoun     | ref102   | 24    | Mittelfeld         | 1998–2017 | seit 14. August 2013 (94 Spiele)                                                   |
| 02.  | Tal Ben Haim       | 096 1    | 02    | Abwehr             | 2002–2017 |                                                                                    |
| 03.  | Arik Benado        | 094      | 0     | Abwehr             | 1995–2007 | 3. September 2005 bis 28. Mai 2014 (86 bis 94 Spiele)                              |
| 04.  | Alon Harazi        | 089      | 01    | Abwehr             | 1992–2006 | 3. September 2005 bis 7. Februar 2007 (86 bis 89 Spiele, zusammen mit Arik Benado) |
| 05.  | Bibras Natkho      | 088      | 04    | Mittelfeld         | 2010–2023 |                                                                                    |
| 06.  | Amir Schelach      | 085      | 0     | Abwehr             | 1992–2001 | 15. August 2001 bis 3. September 2005 (84 bis 85 Spiele)                           |
| 07.  | Nir Klinger        | ref83    | 02    | Mittelfeld         | 1987–1997 | 31. März 1997 bis 15. August 2001 (83 Spiele)                                      |
| 0    | Mordechai Spiegler | 0ref83   | ref32 | Mittelfeld/Angriff | 1964–1977 | 22. März 1972 bis 31. März 1997 (62 bis 82 Spiele)                                 |
| 09.  | Avi Nimni          | 080      | 17    | Mittelfeld/Angriff | 1992–2005 |                                                                                    |
| 10.  | Dudu Aouate        | 078      | 0     | Tor                | 1999–2013 |                                                                                    |
|      | Tal Banin          | 078      | 12    | Mittelfeld         | 1990–2003 |                                                                                    |
|      | Eyal Berkovic      | 078      | 09    | Mittelfeld         | 1992–2004 |                                                                                    |
|      | Itzhak Shum        | 078      | 10    | Mittelfeld         | 1969–1978 |                                                                                    |
| 14.  | Walid Badir        | 074      | 12    | Mittelfeld         | 1997–2007 |                                                                                    |
|      | Eran Zahavi        | 074      | 35    | Mittelfeld/Angriff | 2010–     |                                                                                    |

## Rekordtorschützen
Eran Zahavi ist seit dem 12. Oktober 2021 Rekordtorschütze als er bei dem WM-Qualifikationsspiel beim 2:1 gegen Moldau mit seinem 33. Tor den Rekord von Mordechai Spiegler überbot.
| Rang | Name                | Tore  | Einsätze | Quote | Zeitraum  |
| ---- | ------------------- | ----- | -------- | ----- | --------- |
| 01.  | Eran Zahavi         | 35    | 074      | 0,47  | 2010–     |
| 02.  | Mordechai Spiegler  | ref32 | 0ref83   | 0,39  | 1964–1977 |
| 03.  | Yossi Benayoun      | 24    | ref102   | 0,24  | 1998–2017 |
|      | Yehoshua Feigenbaum | ref24 | 0ref51   | 0,47  | 1966–1977 |
| 05.  | Ronen Harazi        | 23    | 053      | 0,44  | 1992–1999 |
| 06.  | Nahum Stelmach      | ref22 | 0ref61   | 0,36  | 1956–1968 |
| 07.  | Gidi Damti          | ref20 | 0ref69   | 0,29  | 1971–1981 |
| 08.  | Yehoshua Glazer     | ref18 | 0ref35   | 0,51  | 1949–1961 |
| 0    | Giora Spiegel       | ref18 | 0ref44   | 0,41  | 1965–1980 |
| 10.  | Tomer Hemed         | 17    | 037      | 0,46  | 2011–2019 |
|      | Alon Mizrahi        | 17    | 037      | 0,46  | 1992–2001 |
|      | Avi Nimni           | 17    | 080      | 0,21  | 1992–2005 |
|      | Eli Ohana           | 17    | 0ref51   | 0,33  | 1984–1997 |

Quellen: rsssf.org, eu-football.info, Israel Football Association

## Weitere bekannte Spieler
- Gal Alberman
- Gai Assulin
- Maor Buzaglo
- Almog Cohen
- Avi Cohen
- Roberto Colautti
- Nir Davidovich
- Avi Ran
- Haim Revivo
- Ronny Rosenthal
- Toto Tamuz
- Rifaat Turk
- Ben Sahar
- Abbas Suan
- Yochanan Vollach

## Erfolge
Israel wurde 1964 Asienmeister im eigenen Land.
1968 qualifizierte sich die Mannschaft erstmals für die Teilnahme am olympischen Fußballturnier, wo sie im Viertelfinale gegen Bulgarien (durch Münzwurf) ausschied.
1970 gelang die erste und bislang einzige Qualifikation zur Fußball-Weltmeisterschafts-Endrunde in Mexiko, wo die Mannschaft nach zwei Unentschieden (Schweden und Italien) und einer Niederlage (Uruguay) nach der Vorrunde ausschied.
1976 nahm Israel zum zweiten Mal am olympischen Turnier teil, verlor aber wieder im Viertelfinale, diesmal gegen Brasilien.
Im Jahr 1990 war die Mannschaft in der Qualifikation zur Weltmeisterschaft Sieger der Qualifikationsgruppe Ozeanien, verlor darauf aber gegen den Sieger der Südamerika-Gruppe 2, Kolumbien.
Über 6 Jahre war die Mannschaft bei Heimspielen ungeschlagen. Nach der Niederlage in der Qualifikationsphase zur EM 2000 im Jahre 1999 gegen Dänemark verlor man erst wieder in einem Freundschaftsspiel im Jahre 2006 ebenfalls gegen die Dänen.

## Trainer
| Trainer                         | Trainerjahre | Gespielt | Gewonnen | Unentschieden | Verloren | Tordifferenz | Spiele gewonnen (in %) |
| ------------------------------- | ------------ | -------- | -------- | ------------- | -------- | ------------ | ---------------------- |
| Egon Pollak                     | 1948         | 1        | 0        | 0             | 1        | −2           | 00,00 %                |
| Lajos Hess                      | 1949         | 3        | 1        | 0             | 2        | −7           | 33,33 %                |
| Vladislav Scali                 | 1950         | 2        | 1        | 0             | 1        | +3           | 50,00 %                |
| Jerry Beit haLevi               | 1953–1954    | 5        | 0        | 0             | 5        | −6           | 00,00 %                |
| Jack Gibbons                    | 1956         | 5        | 2        | 0             | 3        | −5           | 40,00 %                |
| Jerry Beit haLevi               | 1957         | 1        | 0        | 0             | 1        | −1           | 00,00 %                |
| Moshe Varon                     | 1958         | 5        | 2        | 0             | 3        | −1           | 40,00 %                |
| Gyula Mándi                     | 1959–1963    | 31       | 12       | 7             | 12       | −14          | 50,00 %                |
| George Ainsley                  | 1963–1964    | 3        | 2        | 0             | 1        | +2           | 66,66 %                |
| Yosef Mirmovich                 | 1964         | 1        | 0        | 0             | 1        | −4           | 00,00 %                |
| Gyula Mándi                     | 1964         | 3        | 3        | 0             | 0        | +4           | 100,00 %               |
| Yosef Mirmovich                 | 1964–1965    | 3        | 1        | 0             | 2        | 0            | 33,33 %                |
| Milovan Ćirić                   | 1965–1968    | 25       | 8        | 2             | 15       | −2           | 36,00 %                |
| Emanuel Schaffer                | 1968–1970    | 24       | 8        | 8             | 8        | +10          | 50,00 %                |
| Edmond Schmilovich              | 1970–1973    | 19       | 10       | 4             | 5        | +14          | 63,20 %                |
| David Schweitzer                | 1973–1977    | 36       | 17       | 11            | 8        | +33          | 62,50 %                |
| Emanuel Schaffer                | 1978–1979    | 13       | 5        | 4             | 4        | +2           | 53,80 %                |
| Jack Mansell                    | 1980–1981    | 10       | 2        | 3             | 5        | −4           | 35,00 %                |
| Yosef Mirmovich                 | 1983–1986    | 27       | 8        | 9             | 10       | +3           | 46,30 %                |
| Miljenko Mihic                  | 1986–1988    | 20       | 4        | 5             | 11       | −8           | 32,50 %                |
| Itzhak Schneor Ya'akov Grundman | 1988–1992    | 18       | 5        | 5             | 8        | −9           | 32,50 %                |
| Shlomo Sharf                    | 1992–2000    | 82       | 31       | 18            | 33       | +13          | 48,20 %                |
| Richard Møller Nielsen          | 2000–2002    | 20       | 7        | 4             | 9        | −4           | 45,00 %                |
| Avram Grant                     | 2002–2006    | 33       | 14       | 13            | 6        | +18          | 42,40 %                |
| Dror Kashtan                    | 2006–2010    | 19       | 10       | 4             | 5        | +8           | 52,60 %                |
| Eli Ohana (Interim)             | 2010         | 1        | 1        | 0             | 0        | +2           | 100,00 %               |
| Luis Fernández                  | 2010–2011    | 2        | 0        | 0             | 2        | −6           | 00,00 %                |
| Eli Guttman                     | 2012–2015    | 31       | 9        | 7             | 15       | ±0           | 29,03 %                |
| Alon Hazan (Interim)            | 2016         | 1        | 0        | 0             | 1        | −2           | 00,00 %                |
| Elisha Levy                     | 2016–2018    | 12       | 4        | 1             | 7        | −7           | 33,33 %                |
| Alon Hazan (Interim)            | 2018         | 1        | 0        | 0             | 1        | −1           | 00,00 %                |
| Andreas Herzog                  | 2018–2020    | 16       | 6        | 1             | 8        | +3           | 37,50 %                |
| Willi Ruttensteiner             | 2020–2022    | 19       | 8        | 4             | 7        | ±0           | 42,11 %                |
| Alon Hazan                      | 2022–2024    | 18       | 7        | 5             | 6        | −1           | 38,89 %                |
| Ran Ben Shimon                  | 2024–        | 10       | 3        | 1             | 6        | −8           | 30,00 %                |

## Nationalstadion
Das 1951 erbaute Ramat-Gan-Stadion mit 41.583 Sitzplätzen war lange Zeit das Nationalstadion der israelischen Fußballnationalmannschaft. Mittlerweile ist es veraltet. 2014 wurde das Sammy-Ofer-Stadion in Haifa mit 30.820 Sitzplätzen eröffnet, es ist das erste israelische Stadion der UEFA-Kategorie 4. Hauptsächlich werden die Spiele der Nationalelf im Stadion in Haifa und dem kürzlich renovierten und erweiterten Teddy-Stadion in Jerusalem (32.000 Plätze) ausgetragen.

## Länderspiele gegen deutschsprachige Fußballnationalmannschaften

### Länderspiele gegen diedeutsche Fußballnationalmannschaft
|     | Datum            | Ort            | Heimmannschaft | Resultat | Gastmannschaft |
| --- | ---------------- | -------------- | -------------- | -------- | -------------- |
| 01. | 25. März 1987    | Tel Aviv-Jaffa | Israel         | 0:2      | Deutschland    |
| 02. | 26. Februar 1997 | Tel Aviv-Jaffa | Israel         | 0:1      | Deutschland    |
| 03. | 13. Februar 2002 | Kaiserslautern | Deutschland    | 7:1      | Israel         |
| 04. | 31. Mai 2012     | Leipzig        | Deutschland    | 2:0      | Israel         |
| 05. | 26. März 2022    | Sinsheim       | Deutschland    | 2:0      | Israel         |

### Länderspiele gegen dieliechtensteinische Fussballnationalmannschaft
|     | Datum             | Ort            | Heimmannschaft | Resultat | Gastmannschaft |
| --- | ----------------- | -------------- | -------------- | -------- | -------------- |
| 01. | 3. September 2000 | Tel Aviv-Jaffa | Israel         | 2:0      | Liechtenstein  |
| 02. | 2. Juni 2001      | Vaduz          | Liechtenstein  | 0:3      | Israel         |
| 03. | 9. Oktober 2016   | Jerusalem      | Israel         | 2:1      | Liechtenstein  |
| 04. | 6. Oktober 2017   | Vaduz          | Liechtenstein  | 0:1      | Israel         |

### Länderspiele gegen dieluxemburgische Fußballnationalmannschaft
|     | Datum             | Ort            | Heimmannschaft | Resultat | Gastmannschaft |
| --- | ----------------- | -------------- | -------------- | -------- | -------------- |
| 01. | 19. Dezember 1984 | Petach Tikwa   | Israel         | 2:0      | Luxemburg      |
| 02. | 12. Februar 1995  | Aschdod        | Israel         | 4:2      | Luxemburg      |
| 03. | 15. Dezember 1996 | Tel Aviv-Jaffa | Israel         | 1:0      | Luxemburg      |
| 04. | 31. März 1997     | Luxemburg      | Luxemburg      | 0:3      | Israel         |
| 05. | 5. September 2002 | Luxemburg      | Luxemburg      | 0:5      | Israel         |
| 06. | 11. Oktober 2008  | Luxemburg      | Luxemburg      | 1:3      | Israel         |
| 07. | 9. September 2009 | Tel Aviv-Jaffa | Israel         | 7:0      | Luxemburg      |
| 08. | 12. Oktober 2012  | Luxemburg      | Luxemburg      | 0:6      | Israel         |
| 09. | 16. Oktober 2012  | Ramat Gan      | Israel         | 3:0      | Luxemburg      |

### Länderspiele gegen dieösterreichische Fußballnationalmannschaft
|     | Datum             | Ort            | Heimmannschaft | Resultat | Gastmannschaft |
| --- | ----------------- | -------------- | -------------- | -------- | -------------- |
| 01. | 23. April 1969    | Tel Aviv-Jaffa | Israel         | 1:1      | Österreich     |
| 02. | 15. Dezember 1976 | Tel Aviv-Jaffa | Israel         | 1:3      | Österreich     |
| 03. | 30. Januar 1979   | Tel Aviv-Jaffa | Israel         | 0:1      | Österreich     |
| 04. | 28. Oktober 1992  | Wien           | Österreich     | 5:2      | Israel         |
| 05. | 27. Oktober 1993  | Tel Aviv-Jaffa | Israel         | 1:1      | Österreich     |
| 06. | 5. September 1998 | Wien           | Österreich     | 1:1      | Israel         |
| 07. | 6. Juni 1999      | Tel Aviv-Jaffa | Israel         | 5:0      | Österreich     |
| 08. | 28. März 2001     | Wien           | Österreich     | 2:1      | Israel         |
| 09. | 27. Oktober 2001  | Tel Aviv-Jaffa | Israel         | 1:1      | Österreich     |
| 10. | 24. März 2019     | Haifa          | Israel         | 4:2      | Österreich     |
| 11. | 10. Oktober 2019  | Wien           | Österreich     | 3:1      | Israel         |
| 12. | 4. September 2021 | Haifa          | Israel         | 5:2      | Österreich     |
| 13. | 12. November 2021 | Klagenfurt     | Österreich     | 4:2      | Israel         |

### Länderspiele gegen dieSchweizer Fussballnationalmannschaft
|     | Datum             | Ort            | Heimmannschaft | Resultat | Gastmannschaft |
| --- | ----------------- | -------------- | -------------- | -------- | -------------- |
| 01. | 14. Februar 1968  | Tel Aviv-Jaffa | Israel         | 2:1      | Schweiz        |
| 02. | 19. Mai 1987      | Aarau          | Schweiz        | 1:0      | Israel         |
| 03. | 16. Dezember 1987 | Tel Aviv-Jaffa | Israel         | 0:2      | Schweiz        |
| 04. | 9. Oktober 2004   | Tel Aviv-Jaffa | Israel         | 2:2      | Schweiz        |
| 05. | 3. September 2005 | Basel          | Schweiz        | 1:1      | Israel         |
| 06. | 6. September 2008 | Tel Aviv-Jaffa | Israel         | 2:2      | Schweiz        |
| 07. | 14. Oktober 2009  | Basel          | Schweiz        | 0:0      | Israel         |
| 08. | 28. März 2023     | Genf           | Schweiz        | 3:0      | Israel         |
| 09. | 15. November 2023 | Felcsút (HUN)  | Israel         | 1:1      | Schweiz        |